# Maurice Leenhardt
Maurice Leenhardt (Montauban, 1878 – Parigi, 1954) fu un missionario protestante ed etnologo francese, che visse a lungo tra i Canaki della Nuova Caledonia, studiandone lingua e costumi.
Fu professore universitario dal 1926 fino alla morte e con lui si formarono molti studiosi delle culture melanesiane. Leenhardt inaugurò l'etnografia oceanica francese.

## La traduzione della Bibbia e la scoperta della lingua canaki
Nei primi anni del Novecento Leenhardt fu inviato giovanissimo in Nuova Caledonia, una grande isola della Melanesia a nord-ovest della Nuova Guinea. Qui sviluppò i propri interessi etnologici; in quanto missionario doveva trovare il metodo per evangelizzare la popolazione locale, ma all'approccio di coloro che tentavano di forzare o persuadere i nativi ad abbandonare le proprie credenze e i propri riti, Leenhardt preferì "mettersi sulla scia" della tradizione locale. Egli cercò di stabilire un "ponte" con la cultura Canaki in modo da trasfondere in essa la fede nel Dio cristiano. A tale scopo Leenhardt si impegnò in un grande lavoro di traduzione delle Sacre Scritture nella lingua degli abitanti dell'isola. Fu così che Leenhardt intraprese una grande indagine sulla lingua Canaki, una lingua che gli disvelò, negli oltre venti anni di permanenza in Nuova Caledonia, un mondo denso di simboli, rappresentazioni e idee complesse relative alla vita e alla morte.

## Il mito e la persona
Studiando i materiali etnologici per lunghi anni, Leenhardt giunse alla elaborazione (certamente non indenne dall'influsso della religione cristiana) delle idee che la cultura canaki aveva del mito e della persona. tali idee vennero da lui illustrate in Do Kamo. La persona e il mito nel mondo melanesiano del 1947, il suo ultimo libro e anche il più famoso.
La visione di Leenhardt del mito canaki, per certi versi analoga a quella che Marcel Griaule elaborò in Dio d'Acqua riguardo ai Dogon del Mali, mette al centro la religione e il mito come emanazione della persona. In questo Leenhardt si discosta dalla tradizione durkheimiana, che si concentrava sul legame tra la religione e i "fatti sociali", e rifiuta anche la proposta di Frazer del mito come giustificazione pre-razionale dei fenomeni, oltre che l'ipotesi di Malinowski, per cui esso fosse un racconto in cui era trasfigurata una realtà storica. Sono i fatti personali, per Leenhardt, a costituire il mito: la ricerca di una soluzione di senso del tempo, del paesaggio e dell'essere umano. Il mito rendeva conto della partecipazione dell'uomo al mondo.
Leenhardt inaugura una prospettiva destinata ad avere seguito nell'etnografia francese e non solo: lo studio delle cosmologie indigene come "sistemi di pensiero" piuttosto che come specchio della struttura sociale.

## Opere
- Le Mouvement éthiopien au sud de l'Afrique (1902)
- La Grande Terre (1909, expanded edition 1922)
- Traduction du Nouveau Testament en langue houaïlou (1922)
- Notes d'ethnologie néo-calédonienne (1925)
- Documents néo-calédoniens. (1932)
- Vocabulaire et grammaire de la langue houaïlou (1935)
- Gens de la Grande Terre (1937)
- Alfred Boegner (1938)
- Langues et dialectes de l'Austro-Mélanésie (1946)
- L'art océanien. (1947)
- Do Kamo. La personne et le mythe dans le monde mélanésien (1947)
- Notes de sociologie religieuse sur la région de Canala (Nouvelle-Calédonie) (1958)
- Svariate pubblicazioni nel Journal de la Société des Océanistes.